# Abdullah Al Buraiki
Abdullah Al Buraiki (12 de agosto de 1987) é um futebolista profissional kuwaitiano que atua como meia.

## Carreira
Abdullah Al Buraiki representou a Seleção Kuwaitiana de Futebol na Copa da Ásia de 2015.